# Anemia nigerica
Anemia nigerica är en ormbunkeart som beskrevs av Arthur Hugh Garfit Alston. Anemia nigerica ingår i släktet Anemia och familjen Anemiaceae. Inga underarter finns listade.